# Presa (edilizia)
La presa (in inglese setting) è un processo durante il quale un conglomerato a base cementizia, come il calcestruzzo o le malte di cemento, a seguito di una serie di interazioni fisiche e chimiche tra cemento e acqua d'impasto (idratazione del cemento) perde la propria plasticità e lavorabilità e, nel giro di qualche ora, si irrigidisce.
Alla fine della fase di presa il getto mantiene la sua forma (non è più modellabile) pur non avendo ancora raggiunto le proprietà meccaniche finali. A tale fase segue l'indurimento che si prolunga nel tempo crescendo asintoticamente, anche se questo fenomeno si considera concluso entro i primi 28 giorni poiché dopo tale periodo si è sviluppato oltre il 90% della resistenza meccanica complessiva. 
Tra presa e indurimento non esiste soluzione di continuità.

## Reazioni chimiche
L'insieme dei fenomeni chimico-fisici che innescano la presa e l'indurimento, vengono indicati tecnicamente con il termine maturazione. Con la formazione dell'impasto i granuli di cemento si trovano ad essere circondati e separati uno dall'altro da un sottile velo d'acqua, con cui cominciano subito a reagire in superficie dando luogo ad uno strato di prodotti di idratazione. Questo strato continua ad aumentare di volume a spese sia dell'acqua sia dei granuli di cemento sino a riempire tutto lo spazio disponibile tra quanto è rimasto dei grani in via d'idratazione.
L'insieme dei prodotti idrati, formati in gran parte di particelle estremamente piccole e fortemente imbibite d'acqua, costituisce una massa gelatinosa che con il proseguire delle reazioni e l'eliminazione di una parte dell'acqua subisce un progressivo processo di irrigidimento.

Le reazioni chimiche più importanti sono la formazione di alluminati e silicati idrati di calcio, i primi sono responsabili della presa, poiché si idratano molto rapidamente, (contribuiscono in maniera poco significativa allo sviluppo della resistenza meccanica tranne che durante le prime ore), i secondi invece determinano l'indurimento e a questi ultimi sono dovute le proprietà leganti del cemento e di conseguenza la resistenza meccanica del materiale.
Questo è dovuto principalmente alla morfologia dei prodotti idratati. Infatti, i cristalli alluminati idrati di calcio hanno la forma di lamine esagonali o cristalli cubici, pertanto poco idonei allo sviluppo della resistenza meccanica, che invece è facilitata dalla natura prevalentemente fibrosa dei cristalli di silicati idrati di calcio.

Questo è spiegabile nel seguente modo: quando i cristalli dovuti all'idratazione dei composti alluminati, ispessandosi, iniziano a toccarsi fra loro, collegando i granuli di C3A e C4AF adiacenti, il sistema perde la sua plasticità e inizia a fare presa. Con il progredire dell'idratazione, iniziano a svilupparsi i prodotti fibrosi costituenti i prodotti di idratazione dei composti silicati; tali fibre diventano col tempo sempre più numerose e lunghe e pertanto quelle delle particelle di C2S e C3S adiacenti tendono a intrecciarsi tra loro in maniera sempre più intima, collegando sempre più rigidamente i granuli e determinando l'indurimento e il progressivo aumento della resistenza meccanica del materiale.

## Durata del processo
La presa è fortemente influenzata dal tipo di cemento utilizzato e dalla temperatura. Quest'ultima influenza la velocità del processo di idratazione del cemento; al crescere della temperatura diventa più rapido il processo di idratazione e di conseguenza si riducono anche i tempi di presa. La presa comunque non deve avere inizio prima di 45 minuti dal momento dell'impasto e deve avere termine prima di 12 ore.
Il tempo di presa può essere ridotto o aumentato mediante aggiunta nell'impasto di idonei additivi.

## Getti estivi
A temperature superiori ai 25 °C il processo di idratazione del cemento è tanto rapido da determinare una presa del calcestruzzo in tempi molto più ristretti rispetto al normale.

In questo caso, il principale inconveniente è legato alla perdita di lavorabilità del calcestruzzo fresco.

## Getti invernali
Al di sotto dei 5 °C si ha un marcato rallentamento dei tempi di presa a causa del rallentamento dell'idratazione del cemento.

Questo comporta maggiori tempi di stagionatura in cassero che vanno ad incidere sulla produttività del cantiere.

Sotto i -10 °C circa il processo di presa cessa.

## Misurazioni
Il tempo di presa può essere misurato per mezzo di un dispositivo chiamato ago di Vicat.
.

## Sostanze che influenzano il fenomeno
La presenza di nitrati del calcestruzzo accelera i tempi di presa ed indurimento nella pasta cementizia.

La presenza di glucidi, solfati, piombo e zinco, ritardando la cinetica di idratazione del cemento, rallenta i tempi di presa ed indurimento.

## Leganti non cementizi
Si parla di presa anche quando il materiale legante è il gesso (malte di gesso) o la calce (malte di calce).

La presa del gesso è in genere rapidissima, da pochi minuti a qualche decina di minuti, in funzione della tipologia di gesso utilizzato.

Nei materiali a base di calce spenta (Ca(OH)2) il tempo di presa è variabile ed essendo legato essenzialmente alla reazione dell'idrossido di calcio con l'anidride carbonica atmosferica, ha una durata molto variabile, e dipendente, tra l'altro, dalle condizioni ambientali e dal substrato di posa.